# Philipp Neumann
Philipp Neumann (Colonia, 20 febbraio 1992) è un ex cestista tedesco.

## Palmarès
- Campionato tedesco: 3

Brose Bamberg: 2010-11, 2011-12, 2012-13
- Coppa di Germania: 3

Brose Bamberg: 2011, 2012
EWE Baskets Oldenburg: 2015
- Supercoppa tedesca: 3

Brose Bamberg: 2010, 2011, 2012